# خیابان فردوسی
خیابان فردوسی (نام پیشین: خیابان علاءالدوله، پیش از آن خیابان امین‌السلطان و همچنین با نام‌های سابق دیگر بلوار سفرا و خیابان دولت و خیابان باغ ایلخانی) یکی از خیابان‌های شمالی-جنوبی قدیمی تهران است. از دیرباز، با توجه به صرافی‌های متعدد و دلارفروشان غیررسمی موجود در آن، این خیابان به یکی از خیابان‌های مهم شهر تهران از منظر اقتصادی تبدیل شده است. این خیابان به افتخار شاعر بلندآوازه ایرانی ابوالقاسم فردوسی نام گذاری شده است.

## تاریخچه

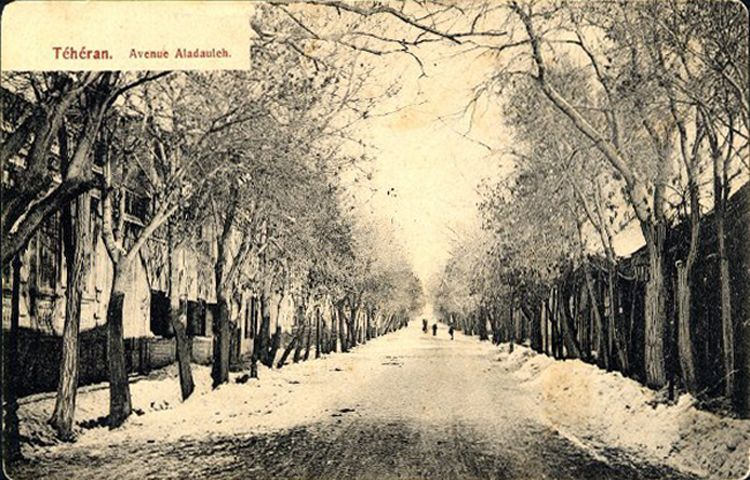
خیابان علاءالدوله (فردوسی)، حدود ۱۲۸۹ شمسی (۱۹۱۰ میلادی)

تاریخ شکل‌گیری خیابان فردوسی به سال ۱۲۸۴ قمری / ۱۲۴۶ خورشیدی بازمی‌گردد که در بیستمین سالگرد سلطنت ناصرالدین‌شاه با تخریب دروازه‌های تهران که در دوران صفوی ساخته شده بودند، شهر گسترش یافت و از  همان ابتدا تا سال ۱۳۱۳ «علاءالدوله» نام داشت، چون خانه‌ی علاءالدوله، حاکم تهران در زمان مشروطه، در ابتدای آن بود.    

در دوره رضاشاه خیابان‌های زیادی از جمله خیابان فردوسی به منظور عبور خودرو‌ها تعریض شدند و برای گرامیداشت شاعران بزرگ پارسی‌گو، خیابان‌ها و میدان‌ها را به نام آنان نام‌گذاری کند.

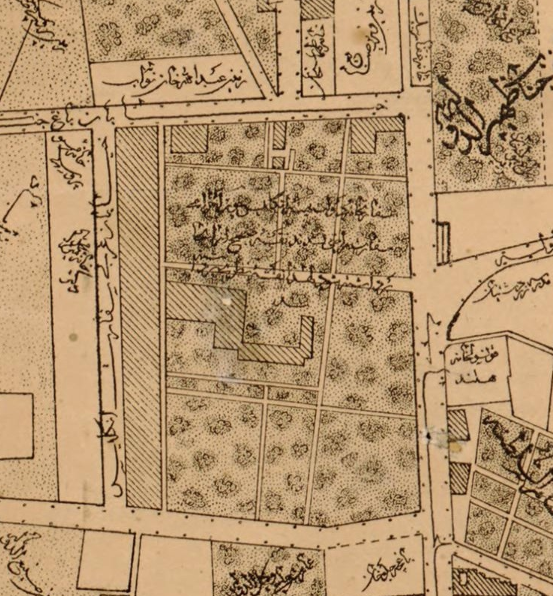
سفارت بریتانیا (وسط) و خیابان فردوسی (سمت راست) در سال ۱۲۶۸ خورشیدی - در نقشه با نام خیابان باغ ایلخانی

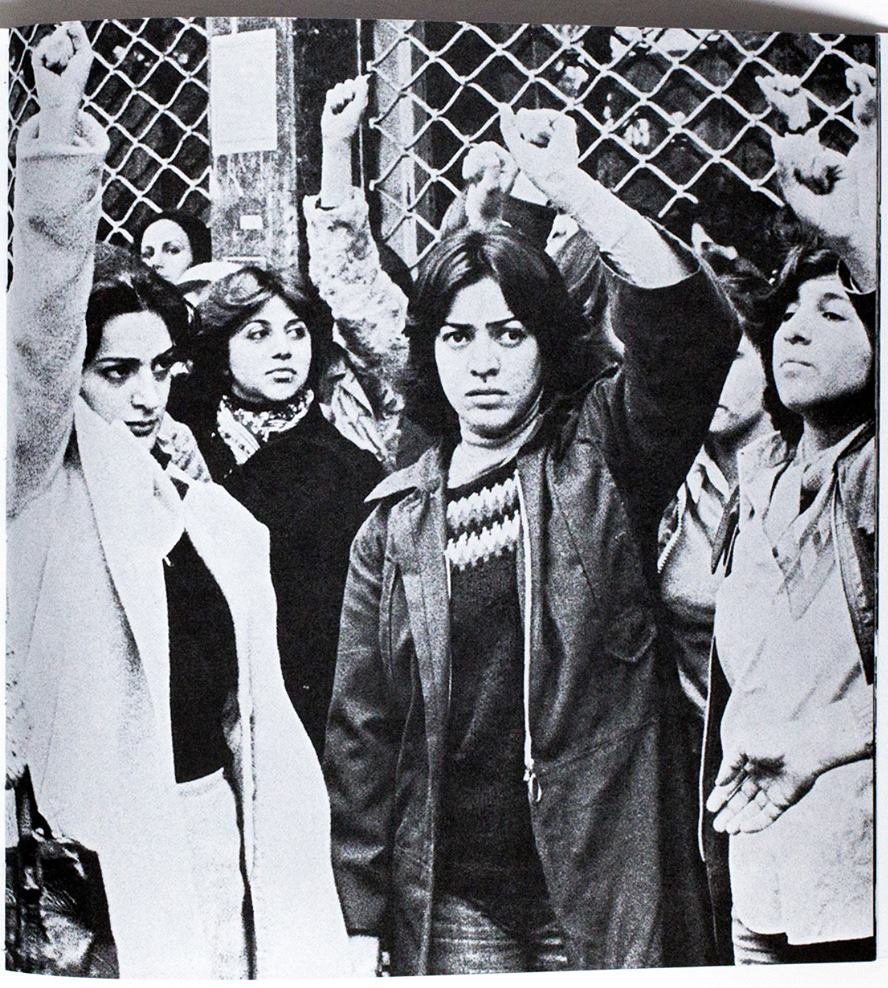
خیابان فردوسی در ۱۹ اسفند ۱۳۵۷، از کتاب روزهای خون، روزهای آتش

این خیابان، در دوره قاجاریه به‌واسطه وجود باغ ایلخانی در آن، گاهی با عنوان خیابان باغ ایلخانی نیز خوانده می‌شده است. باغ ایلخانی که بعدها ساختمان بانک ملی ایران به جای آن ساخته شد، از بناهای ساخته شده توسط سردار اسعد بختیاری، معروف به حاجی ایلخانی از رجال و شاهزادگان معروف قاجاری بود.

## موقعیت
این خیابان که در منطقه ۱۲ شهرداری تهران واقع است، در جنوب از میدان توپخانه آغاز شده و پس از گذر از چهارراه استانبول، به میدان فردوسی در شمال منتهی می‌شود. خیابان فردوسی از جنوب به شمال یکطرفه است.

## وضع فعلی
بخش‌هایی از خیابان فردوسی به اصناف و فروشندگان کفش و چرمینه، صرافی و نقره اختصاص دارد. سفارتخانه چندین کشور (همچون آلمان، انگلستان و ترکیه)، ساختمان مرکزی چندین بانک (مانند بانک ملی ایران، بانک سپه)، چند موزه (موزه جواهرات ملی، موزه سکه بانک سپه) و شرکت‌ها و موسسات بسیاری در طول این خیابان قرار دارند.